# Starosvětské písničky a jiné písně
Starosvětské písničky a jiné písně – cykl wierszy czeskiego poety Josefa Václava Sládka, opublikowany w 1891. Zawiera wiersze o tematyce wiejskiej. Składające się na zbiorek utwory są napisane przeważnie przy użyciu prostych, czterowersowych strof. Wyjątkowo poeta stosuje bardziej skomplikowane formy jak oktostych. Tomik został zadedykowany przyjacielowi poety Josefowi Thomayerowi.

Ať náš pan farář v kostele
mně nic to nezazlívá,
já povídám vám, přátelé,
že spasen je, kdo zpívá!
Kdo s písničkou si přivstane
a zpívá, než si lehne,
a komu píseň do srdce
jak voda na mlýn vběhne.